# International Institute of Tropical Agriculture

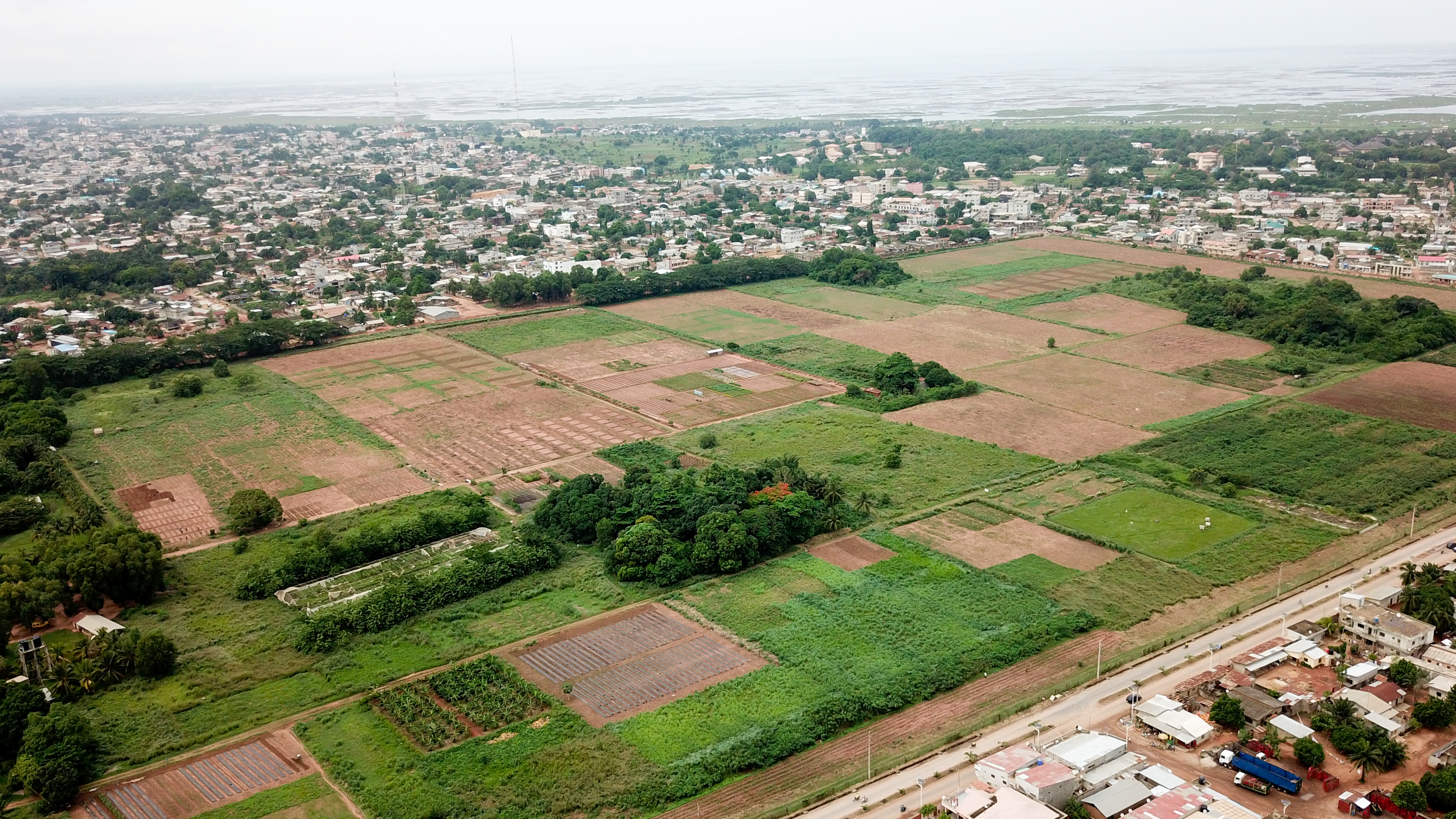
International Institute of Tropical Agriculture, Anbaugebiet (2019)

Das International Institute of Tropical Agriculture (IITA) ist eine 1967 gegründete international tätige Forschungseinrichtung mit Sitz in Ibadan, Nigeria.
Ihr Ziel ist  die Verbesserung der Lebensbedingungen in Afrika durch landwirtschaftliche Forschung.IITA ist eins der 15 Institute der Consultative Group on International Agricultural Research. Mit den Partnerinstituten arbeitet das IITA daran, die Qualität und Produktivität von Pflanzen zu verbessern, die Risiken von Produzenten und Verbrauchern zu verringern und Wohlstand aus der Landwirtschaft zu generieren, mit dem ultimativen Ziel, Hunger, Unterernährung und Armut zu reduzieren.